# Kelurahan Pijoan
Kelurahan Pijoan is een bestuurslaag in het regentschap Muaro Jambi van de provincie Jambi, Indonesië. Kelurahan Pijoan telt 5088 inwoners (volkstelling 2010).